# زی‌کش
زی‌کَش (به انگلیسی: Zcash) یک ارز رمزی متمرکز بر حریم خصوصی است که از کدبیس بیت کوین مشتق شده‌ و نوآوری اصلی آن افزودن دفتر کل رمزنگاری‌شده با استفاده از اثبات‌های دانش صفر است. تراکنش‌ها می‌توانند شفاف باشند، مشابه تراکنش‌های بیت‌کوین، یا می‌توانند تراکنش‌های محافظت‌شده باشند که از نوعی اثبات دانش صفر برای ارائه ناشناسی در تراکنش‌ها استفاده می‌کنند. سکه‌های زی‌کش یا در استخر شفاف یا در استخر محافظت‌شده قرار دارند.
در واقع با وجود اینکه داده‌های مربوط به تراکنش با این زی‌کش بر روی زنجیرهٔ بلوکی ذخیره می‌شود، اطلاعاتی نظیر نشانی فرستنده، گیرنده و نیز مقدار مبلغ انتقال یافته همچنان محرمانه باقی می‌ماند. مقدار کل زی‌کش قابل استخراج نیز همانند بیت‌کوین ۲۱ میلیون قطعه است.
کاربران می‌توانند از کیف‌پول‌های زی‌کش مانند زاشی استفاده کنند که حریم خصوصی را به‌طور پیش‌فرض با الزام محافظت‌سازی وجوه قبل از خرج کردن ارائه می‌دهند. در ژوئیه ۲۰۲۵، تقریباً ۲۰ میلیون از سکه‌های موجود محافظت‌شده هستند.
زی‌کش در ۲۸ اکتبر سال ۲۰۱۶، به عنوان یک فورک بیت‌کوین کار خودش را آغاز کرد. خالق اصلی زی‌کش برنامه‌نویسی به نام زوکو ویلکاس (Zooko Wilcox) است. او ابتدا کار خودش را با کار بر روی بیت‌کوین آغاز کرد اما به دلیل شفافیت تراکنش‌های بیت‌کوین، به فکر راهی رسید تا تراکنش‌های مخفی را برای کاربران شبکه به ارمغان بیاورد. او با تغییرات گسترده در کدهای بیت‌کوین، زی‌کش را خلق کرد.
ابتدا نام این پروتکل زیروکوین (Zerocoin) بود و سپس به زیروکش (Zerocash) تغییر نام داد و در نهایت نام زی‌کش (Zcash) برای آن انتخاب شد.
برای زی‌کش هیچگونه جمع سپاری یا ICO ای برگزار نشد بلکه سرمایهٔ اولیه توسط سرمایه‌گذاران خصوصی جذب شد. افرادی مانند راجر ور و فرد ارسام، بنیانگذار کوین بیس روی این پروژه سرمایه‌گذاری سنگینی انجام دادند.

## کاربرد
زی‌کش به‌عنوان یک ارز رمزی متمرکز بر حریم خصوصی استفاده می‌شود که به کاربران امکان ارسال تراکنش‌های محافظت‌شده (خصوصی) یا شفاف (عمومی) را می‌دهد. تراکنش‌های محافظت‌شده از اثبات‌های دانش صفر برای محرمانه نگه‌داشتن فرستنده، گیرنده و مقادیر تراکنش استفاده می‌کنند. در ژوئیه ۲۰۲۵، تقریباً ۲۰٪ از کل عرضه سکه‌های ZEC در آدرس‌های محافظت‌شده نگهداری می‌شود.
زاشی، یک کیف‌پول مدرن توسعه‌یافته توسط شرکت الکتریک کوین، در حال حاضر به‌عنوان یکی از کاربرپسندترین کیف‌پول‌هایی که حریم خصوصی را به‌طور پیش‌فرض ارائه می‌دهد، در نظر گرفته می‌شود. این کیف‌پول محافظت‌سازی وجوه قبل از خرج کردن را اجباری می‌کند و تراکنش‌های محافظت‌شده را برای کاربران در همه پلتفرم‌ها ساده می‌کند.
زی‌کش از مکانیزم اجماع اثبات کار مشابه بیت‌کوین استفاده می‌کند. پاداش‌های بلاک بین ماینرها و صندوق توسعه زی‌کش تقسیم می‌شود: ۸۰٪ پاداش‌ها به ماینرها می‌رود، در حالی که ۲۰٪ برای حمایت از توسعه زی‌کش اختصاص می‌یابد. ارتقاهای آینده ممکن است مکانیزم‌های حکمرانی غیرمتمرکزتری را معرفی کنند که به دارندگان سکه‌های ZEC اجازه تأثیرگذاری بر توزیع وجوه توسعه را بدهد.

## تلاش‌های مقیاس‌پذیری
زی‌کش از طریق سه استخر اصلی محافظت‌شده تکامل یافته که هر کدام خصوصی‌تر و مقیاس‌پذیرتر از قبلی هستند.

### اسپراوت (۲۰۱۶): نمونه اولیه
- اولین زنجیره حریم خصوصی با استفاده از zk-SNARK.
- نیاز به «مراسم تنظیمات قابل اعتماد» که به طور مشهور ادوارد اسنودن در آن شرکت داشت.
- سنگین: نیاز به ۳ گیگابایت رم برای هر تراکنش. برای موبایل مناسب نبود.
- اگر تنظیمات به خطر می‌افتاد، سکه‌های بی‌نهایت می‌توانستند بدون تشخیص ضرب شوند.

امروز: در روند منسوخ شدن. کیف‌پول‌هایی مانند زاشی به‌طور خودکار کاربران را از آن دور می‌کنند و به سمت گزینه خصوصی‌تر و امن‌تر هدایت می‌کنند.

### سپلینگ (۲۰۱۸): قابلیت استفاده واقعی
- ۱۰۰ برابر کارآمدتر: بالاخره در تلفن‌ها قابل استفاده.
- کلیدهای مشاهده، آدرس‌های متنوع و پشتیبانی کلاینت سبک را معرفی کرد.
- تنظیمات قابل اعتماد هنوز مورد نیاز بود اما این بار با صدها شرکت‌کننده در مراسم دو مرحله‌ای (Powers of Tau[۷]). غیرمتمرکزتر، اما هنوز یک لنگر اعتماد.

سپلینگ هنوز پشتیبانی می‌شود، اما در حال منسوخ شدن است. تجربه کاربری جدید کاربران را از آن دور می‌کند.

### ارچرد (۲۰۲۲): نیازی به اعتماد نیست
- بر اساس هالو ۲: یک سیستم ZK بازگشتی، بدون نیاز به تنظیمات قابل اعتماد.
- بدون مراسم. بدون فرضیات. بدون لنگرهای اعتماد.
- از دسته‌بندی، ZK rollups و همگام‌سازی کارآمد در موبایل پشتیبانی می‌کند.

ارچرد پیش‌فرض در کیف‌پول‌های مدرن زی‌کش امروز است.

## استخراج زی‌کش
به طور کلی فرآیند آغاز استخراج به صرفه زی‌کش به شرح زیر است:
- تهیهٔ دستگاه‌های مخصوص ای‌سیک (ASIC) یا ریگ کارت گرافیک
- ایجاد کیف پول زی‌کش به منظور دریافت زی‌کش‌های استخراج شده
- آغاز استخراج با اجرای نرم‌افزارهای مورد نیاز و پیوستن به استخر استخراج

مانند بیت کوین، راه های مختلفی برای ماینینگ  زی کش وجود دارد. دو روش اصلی برای ماینینگ  زی کش، مانند اکثر ارزهای دیجیتال، ماینینگ  با استخر زی کش و ماینینگ  انفرادی است.
بیایید هر یک از روش ها را با جزئیات بیشتری بررسی کنیم و دریابیم که کدام یک برای شما بهترین است.
ماینینگ استخر به این معنی است که شما با سایر ماینرها متحد می شوید تا شانس دریافت پاداش بلاک را افزایش دهید. پاداش در این مورد بسته به سهم قدرت محاسباتی هر ماینر در استخر تقسیم می شود. به محض اینکه بلاک تراکنش با موفقیت توسط استخر تایید شد، یک پاداش دریافت می کند و آن را بین شرکت کنندگان تقسیم می کند.
ماینینگ  انفرادی بر خلاف ماینینگ  استخری، ماینینگ  انفرادی نیازی به عضویت در هیچ گروهی ندارد. علیرغم این واقعیت که برخی منابع ادعا می کنند که نتایج در هنگام ماینینگ  در استخر و ماینینگ  انفرادی کاملاً مشابه است. برای برخی از سکه ها مانند بیت کوین یا زی کش، توسعه فناوری ها در این راستا ماینینگ  انفرادی زی کش و بیت کوین را عملا بی فایده و منسوخ کرده است.
انتخاب کارت گرافیک اولین و مهمترین مرحله است. بسته به قدرت کارت، درآمد می تواند بسیار متفاوت باشد. مقدار رم GPU باید حداقل 1 تا 2 گیگابایت باشد. زی کش معمولا بر روی کارت های NVIDIA با استفاده از برنامه EWBF Miner ماینینگ  می شود. EWBF Miner به طور ویژه برای کارت های NVIDIA طراحی شده است و به شما امکان می دهد عملکرد بالایی داشته باشید.

## ارتقای شبکه
اولین ارتقای شبکه زی‌کش از طریق یک هارد فورک در شماره بلاک ۳۴۷۵۰۰ انجام شد که در ۲۵ ژوئن ۲۰۱۸ رخ داد. ویژگی جدیدی معرفی شد که به کاربران اجازه تنظیم زمان انقضا برای تراکنش‌ها را داد. پنج پیشنهاد بهبود زی‌کش، یعنی ۱۴۳، ۲۰۰، ۲۰۱، ۲۰۳ پیاده‌سازی شدند. این ارتقا همچنین تأیید امضا را بهبود بخشید که به بهبود سرعت تراکنش‌ها کمک کرد.
از آن زمان، شبکه زی‌کش ارتقاهای مهم متعددی را پشت سر گذاشته، از جمله پیاده‌سازی پروتکل سپلینگ در ۲۰۱۸ و سپس پروتکل ارچرد در ۲۰۲۲. در ۲۰۲۵، شبکه همچنان با بهبودهای مداوم در حریم خصوصی، مقیاس‌پذیری و قابلیت استفاده تکامل می‌یابد، با کیف‌پول‌های مدرنی مانند زاشی که حریم خصوصی را به‌طور پیش‌فرض ارائه می‌دهند و بخش قابل توجهی از عرضه ZEC در آدرس‌های محافظت‌شده نگهداری می‌شود.